# Sound Juicer
Sound Juicer es una aplicación gráfica para extraer pistas de audio en formatos tales como Ogg Vorbis, MP3, FLAC y WAV. Para ello, utiliza GStreamer. También permite clonar o reproducir el CD de audio en cuestión, y eventualmente, recolectar información sobre el primero, accediendo a la base de datos MusicBrainz.
Sound Juicer es software libre, utiliza las bibliotecas GTK y forma parte del escritorio GNOME a partir de la versión 2.10.